# What Happened to Pete
What Happened to Pete es un cortometraje independiente de 1992 escrito, producido y dirigido por Steve Buscemi y protagonizado por el mismo Buscemi, Mark Boone Junior y Seymour Cassel.
What Happened to Pete significó el primer trabajo de Steve Buscemi como director, cuatro años más tarde dirigiría Trees Lounge, en la que también trabajarían Mark Boone Junior y Cassel. Este cortometraje se trata de un sketch o una pequeña versión parecida a lo que después sería Trees Lounge.